# Die Antwoord
Die Antwoord je jihoafrická rap-rave hudební skupina. Skupinu tvoří dvě hlavní postavy, zpěvák Watkin Tudor Jones (uměleckým jménem Ninja, * 1974) a zpěvačka Yolandi Visser (uměleckým jménem Yo-Landi Vi$$er, * 1984). Jako třetí člen skupiny je občas uváděn DJ Hi-Tek, o kterém se dříve lidé domnívali, že je jen smyšlená postava. S postupem času se už však začal pravidelně objevovat na koncertech, i když stále nosí masku skrývající jeho obličej.

## Historie
Ninja s Yolandi tvořili skupinu MaxNormal TV, která však nebyla tak známá jako Die Antwoord, jelikož většina písniček byla ve stylu jejich prvního alba $O$ a zpívaná v afrikánštině, takže jim nikdo nerozuměl. Jako MaxNormal vydali například písničky „Rap made easy“ nebo „Tik Tik Tik“. Jejich hudební styl pochází z jihoafrické současné urbánní kultury, která se nazývá zef.

## Kontroverze
Skupinu s rostoucí popularitou provází řada kontroverzí, od násilnického chování až po zneužívání. V roce 2022 je adoptovaný syn Ninji a Yolandi, Gabriel „Tokkie“ du Preez, obvinil ze špatného zacházení, sexuálního napadení a otroctví vůči němu a jeho sestře Meisie ve videu zveřejněném na Youtube.

## Diskografie

### Studiová alba
- 2009 $O$ (MP3, album, samonákladem)
- 2010 $O$ (revised vrsion) (CD, album, Cherrytree Records) U.S. #109
- 2012 Ten$ion
- 2014 Donker Mag
- 2016 Suck On This (mixtape)
- 2016 Mount Ninji and Da Nice Time Kid
- 2020 House of Zef

## EPs & Mixtape
- 5 (EP) (2010)
- Ekstra (EP) (2010)
- XP€N$IV $H1T (EP) (2012)
- Suck on This (Mixtape) (2016)
- MADE BY GOD (Chapter I) (2017)
- MADE BY GOD (Chapter II) (2017)
- MADE BY GOD (Chapter III) (2021)